# 177 Dywizja Strzelecka (ZSRR)
177 Dywizja Strzelecka (ros. 177-я стрелковая дивизия) – związek taktyczny (dywizja) Armii Czerwonej.
Sformowana w czasie II wojny światowej, w maju 1941, jeszcze przed atakiem Niemców na ZSRR. Broniła przed niemieckim najeźdźcą Leningradu i Ługi, tocząc zaciekłą walkę z oddziałami SS. Brała udział w wyzwoleniu Nowogrodu i Wyborga. Wojnę zakończyła na Litwie.